# EL Aquilae
EL Aquilae eller Nova Aquilae 1927 var en nova i stjärnbilden Örnen.
Novan upptäcktes den 11 juni 1927 av den tyske professorn Max Wolf. EL Aquilae nådde magnitud +5,5 i maximum och avklingade sedan snabbt.